# Blackfoot (Montana)
Blackfoot é uma cidade nos Estados Unidos, no estado de Montana, situada na reserva indiana dos Blackfeet no Condado de Glacier, 26 milhas ao oeste do Cut Bank.